# Talita (1874)
La Talita fue una lancha que operó en la Armada Argentina durante las últimas décadas del siglo XIX y comienzos del XX, parte de la llamada Escuadra Sarmiento, y que pese a su escaso tamaño y falta de armamento prestó importantes servicios.

## Historia
Concedido por el gobierno argentino el contrato para la construcción de las unidades de la llamada Escuadra Sarmiento a la compañía británica Laird Bros., de Birkenhead, Inglaterra, la firma favorecida obsequió una lancha a motor al presidente Domingo Faustino Sarmiento.
Sarmiento, rechazando lo que consideraba un soborno, dispuso que la unidad se incorporara a la Armada Argentina y que no se agradeciera el envío por ofensivo a su honor.
La lancha fue transportada desarmada por un paquete de la Royal Mail en febrero de 1874 y tras ser ensamblada y puesta en operaciones en el río Luján se incorporó a la Armada.
Con casco de acero y casillaje de madera, tenía 12.5 m de eslora, 3.5 de manga, 1.35 de puntal, calado de 0.95 y un desplazamiento de 13 t. Era impulsada por una máquina de vapor de alta presión con una caldera tipo locomotora, que impulsaba una hélice de bronce de tres palas. Su depósito podía cargar 2 t de carbón. 
Tras permanecer en el Tigre (Buenos Aires) a cargo de un maquinista y tres marineros, en 1876 fue asignada a los Talleres de Marina del río Luján efectuando viajes constantes entre ese punto y el Riachuelo.
En 1877 pasó a la Capitanía de Puertos de la ciudad de Buenos Aires para prestar servicios en el Río de la Plata, efectuando trabajos menores de relevamiento hidrográfico.
En 1878, al mando del teniente Guillermo Méndez, auxilió en las tareas de reparación del cable telegráfico submarino que unía la ciudad con la isla Martín García y sirvió como buque de enlace entre la guarnición de la isla y la bombardera Constitución, fondeada en Los Pozos.
En 1879 fue asignada al apostadero del río Luján y efectuó tareas hidrográficas en el Paraná de las Palmas, realizando numerosos viajes en el área transportando legisladores y al mismo Sarmiento, quien solía pasar largas temporadas en las islas.
En 1880 fueron repatriados los restos del general José de San Martín y transbordados a bordo del transporte Villarino para ser conducidos a Buenos Aires. La Talita fue elegida para remolcar la falúa del Villarino que contenía el ataúd con los restos del Libertador, trasladándola desde el fondeadero al muelle.
Ese mismo año, en las negociaciones previas para intentar evitar el conflicto entre la provincia de Buenos Aires y el gobierno nacional, la Talita trasladó al Dr. Dardo Rocha y a cuatro civiles al Pilcomayo donde se produciría la infructuosa entrevista entre el gobernador de la provincia de Buenos Aires Carlos Tejedor y el general Julio Argentino Roca, del que Rocha era uno de sus principales referentes en la provincia.
Al estallar la revolución de 1880 fue nuevamente afectada a la Capitanía de Buenos Aires para ayudar al control del tráfico naval bloqueando el acceso de transportes de armas al puerto de la ciudad rebelde. Durante esa misión persiguió y se tiroteó con armas portátiles con el vapor fluvial Riachuelo, el cual transportaba una partida de armas y había conseguido burlar el bloqueo del monitor El Plata y de las bombarderas, sin conseguir evitar que trasladara su carga a puerto.
En 1881 regresó al río Luján a cargo del teniente Domingo Quintana, realizando tareas de balizamiento en el Río de la Plata. Posteriormente, a las órdenes del ingeniero Hunter Davidson, exploró el arroyo Ñacurutú.
Entre mayo de 1882 y octubre de 1884 permaneció nuevamente adscripta a los Talleres de Marina del río Luján.
En conjunto con el Maipú, intervino aunque brevemente en la llamada "Campaña de Victorica" durante la Conquista del Chaco argentino.
Entre 1885 y 1886 regresó al servicio en río Luján a cargo de un contramaestre. Entre mayo y agosto de ese último año, al mando en comisión del teniente Ángel Ustariz, efectuó un viaje de estudio hidrográfico en el Paraná Guazú.
En 1887 pasó aún al mando de Ustariz a Concepción del Uruguay pero en 1888 fue nuevamente transferida a Luján y, tras efectuarse reparaciones generales, permaneció al mando de un contramaestre y con tripulación reducida hasta 1893, efectuando trabajos de balizamiento y relevamiento hidrográfico y proporcionando apoyo a la flota de torpederas estacionadas en ese apostadero.
Hasta 1904 permaneció con base en Tigre afectada a servicios generales y sin tripulación estable, efectuando viajes entre Zárate, Martín García y Buenos Aires.
En 1905 fue reasignada a la Prefectura Naval Argentina para la tareas de vigilancia en el delta del Paraná, San Fernando (Buenos Aires) y Tigre, a cargo de un guardián y con una tripulación de 5 marineros.
En 1931 fue abandonada en las márgenes de un arroyo. En 1961 fue rescatado su casco y exhibido, erróneamente, como la "lancha del Presidente Sarmiento". Parte de la cadena de anclaje de la Talita se guarda en el Museo de la Reconquista.